# Michael Gottlieb Hansch
Michael Gottlieb Hansch (22. září 1683 Müggenhahl (dnes Rokitnica) – 1749 Vídeň) byl německý filozof, teolog a matematik.
Hansch promoval roku 1703 na univerzitě v Lipsku a roku 1709 na rostocké univerzitě získal doktorát z teologie. Až do konce svého života se snažil šířit filozofii Wilhelma Leibnize a vydal Keplerovo dílo a korenspodenci.

## Dílo
- Selecta moralia, 1720
- Ars inveniendi, 1727
- Leibnitzii principia philosophiae, 1728
- Medicina mentis, 1728
- Die Hauskirche, Gothe 1739